# Sokotrascharbe
Die Sokotrascharbe (Phalacrocorax nigrogularis) auch Sokotrakormoran ist eine Vogelart aus der Familie Phalacrocorax innerhalb der Familie der Kormorane. Die dunkelbraun gefärbte Art besiedelt den Golf von Persien und den Golf von Aden und brütet in lediglich neun Kolonien auf kleinen, der Küste vorgelagerten Inseln. Der Sokotrascharbe ernährt sich vorwiegend von Fischen. Die IUCN führt die Art wegen der drohenden Zerstörung des Lebensraums als gefährdet (“vulnerable”).

## Aussehen
Sokotrascharben erreichen eine Kopf-Rumpf-Länge von 76 bis 84 Zentimetern und eine Flügelspannweite von 102 bis 110 Zentimetern. Die Art weist einen leichten Geschlechtsdimorphismus auf, die Männchen sind durchschnittlich etwas größer als die Weibchen.
Der sehr schlanke Körper ist bei adulten Vögeln dunkelbraun befiedert, Beine und Füße sind schwarz gefärbt. Brutvögel tragen einige weiße Federn hinter dem Auge, die einen waagerechten Strich an den Seiten des Auges bilden. Auch am Hals befinden sich während dieser Zeit einige weiße Federn. Nach der Brutzeit mausern die Tiere diese Federn. Der dunkelgraue Schnabel ist im Vergleich zu dem anderer Kormorane lang und schmal. Die Haut am Schnabelansatz ist leicht gelb gefärbt. Die Iris hat eine dunkelgrüne Farbe.
Jungvögel sind an Rücken und Hals graubraun, an Bauch, Brust und Kehle sind sie schmutzig weiß gefärbt.

## Verbreitung und Lebensraum

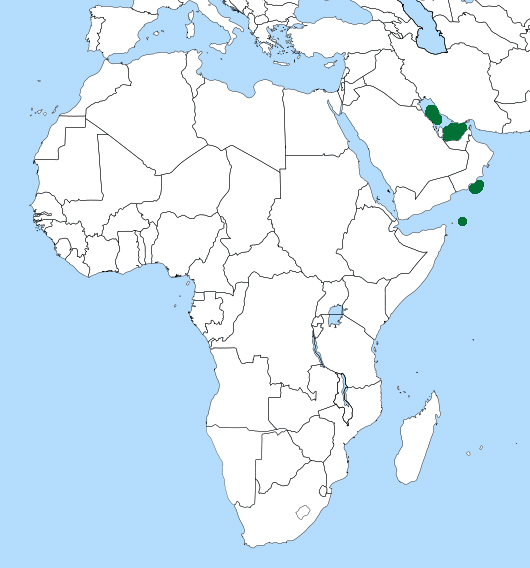
Brutgebiet der Sokotrascharbe

Das Verbreitungsgebiet der Sokotrascharbe ist auf die Gewässer zwischen dem Persischen Golf und dem Golf von Aden beschränkt. Einzeltiere, die gelegentlich weiter südlich und östlich gesichtet werden, sind Ausnahmen und besiedeln diese Gebiete nicht dauerhaft.
Die Art lebt ausschließlich marin und meidet das Inland; auch Flussmündungen werden nicht besiedelt. Selbst die Küste wird nur aufgesucht, wenn zur Rast keine Insel oder Felsen im Meer zur Verfügung stehen. Für die Brut werden nur wenige kleine, sandige Inseln im Verbreitungsgebiet genutzt.

## Nahrung
Hauptbestandteil der Nahrung sind kleine Fische, es werden aber auch Krebse und andere Wirbellose wie Muscheln und Seesterne gefressen. Wie alle Kormorane fängt die Art ihre Beute bevorzugt tauchend, indem sie sie unter Wasser schwimmend verfolgt und fängt. Häufig schließen sich mehrere Individuen zur Jagd zusammen und halten aus der Luft Ausschau nach Schwarmfischen, die sie dann gemeinsam erbeuten.
Da das Gefieder der Sokotrascharbe Wasser aufnimmt, muss es nach einem Tauchgang getrocknet werden. Wie die meisten Kormorane breiten Sokotrascharben dazu ihre Flügel aus und lassen das Gefieder durch die Sonne oder Wind trocknen.

## Brutbiologie
Die Brutzeit ist variabel und beginnt meist im Frühjahr, es wurden aber Bruten während des gesamten Jahres beobachtet. Die einzelnen Kolonien brüten nicht synchronisiert und beginnen zu unterschiedlichen Zeiten mit dem Brutgeschäft, weitgehend unabhängig von klimatischen Bedingungen.
Die Art brütet in nur neun großen Kolonien von bis zu über hunderttausend Brutpaaren. Die Kolonien liegen auf flachen, steinigen und sandigen Inseln vor der Küste. Das Nest ist eine in den Sand oder Kies gescharrte Mulde, die spärlich mit Algen und Federn ausgepolstert wird.
Das Gelege besteht aus 2–4 Eiern, aus denen nach etwa 30 Tagen nackte Jungvögel schlüpfen. Diesen wächst zunächst ein weißes Daunenkleid, bevor das graubraune Jugendkleid wächst.

## Zugverhalten
Über das Zugverhalten der Art ist wenig bekannt. Bei Nahrungsmangel fliegen Sokotrascharben teils weite Strecken bis auf die offene See. Selten werden kleine Gruppen oder Einzeltiere vor der Westküste Indiens und im Roten Meer gesehen, ein gerichtetes Zugverhalten ist jedoch nicht zu beobachten.

## Systematik
Wie bei allen Kormoranen ist die genaue systematische Stellung der Art umstritten. Von einigen Wissenschaftlern wird die Art in die monotypische Gattung Leucocarbo gestellt, was jedoch nicht allgemein anerkannt wird. Es werden keine Unterarten unterschieden.

## Gefährdung und Schutz
Die IUCN führt die Art als gefährdet (“vulnerable”). Die Gründe für die Gefährdung sind das kleine Verbreitungsgebiet und die geringe Zahl an Brutkolonien. Diese Kolonien liegen in einer Region, die intensiver, menschlicher Nutzung unterliegt und deren Infrastruktur stark ausgebaut wird. Dadurch werden Brutkolonien gestört. Infolge der Golfkriege von 1980, 1990 und 2003 starben zudem viele Vögel an den Folgen von Ölverschmutzungen.